# Trợ giúp viên pháp lý

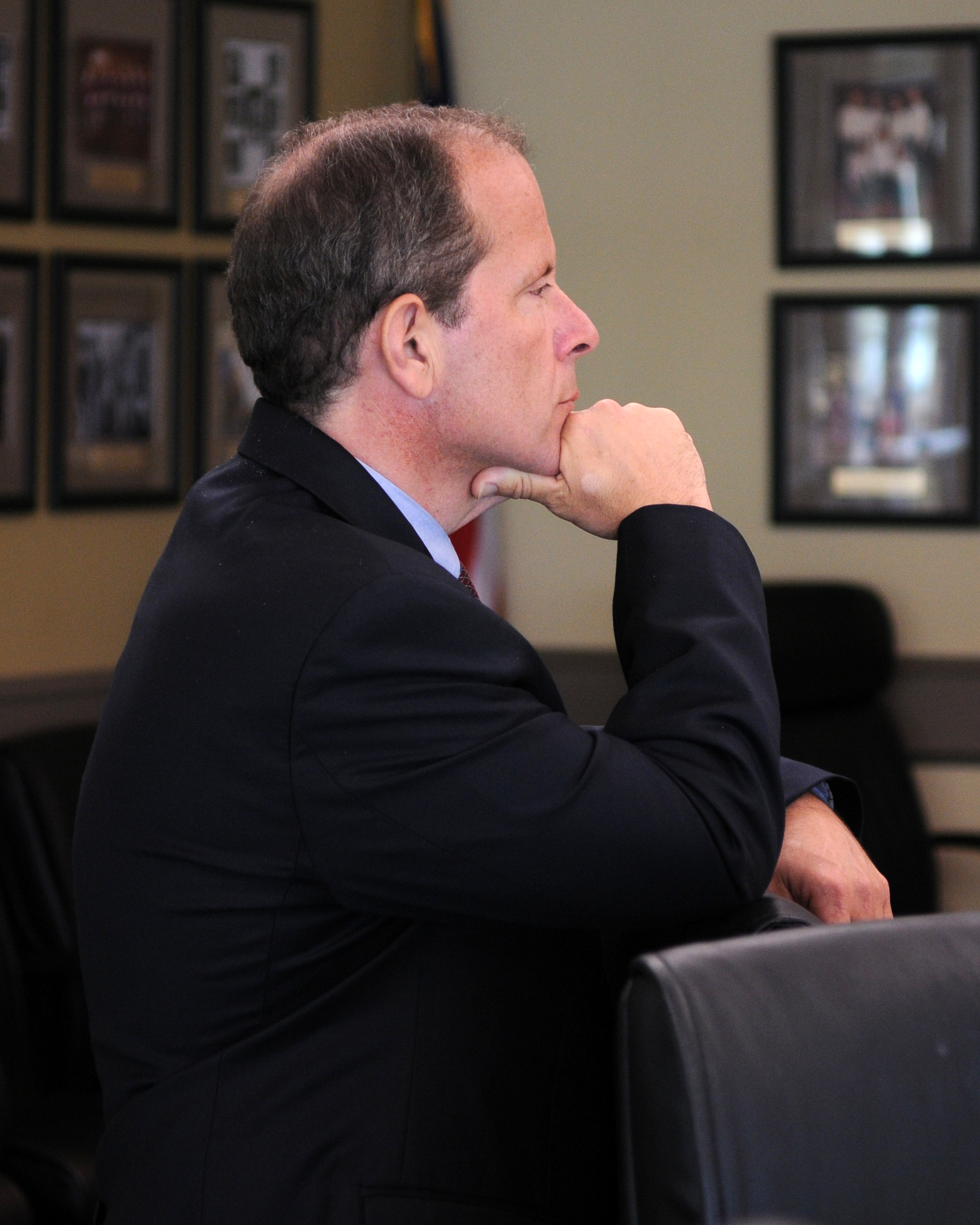
Một trợ giúp viên pháp lý ở Mỹ

Trợ giúp viên pháp lý (Duty solicitor) hay còn gọi là Trợ giúp viên là một chức danh tại Việt Nam dùng để chỉ về những người thực hiện hoạt động trợ giúp pháp lý. Trợ giúp viên pháp lý là chức danh được quy định những tiêu chuẩn, điều kiện cụ thể theo Luật Trợ giúp pháp lý của Việt Nam, họ là viên chức nhà nước và làm việc tại Trung tâm trợ giúp pháp lý nhà nước.

## Điều kiện
Theo quy định của pháp luật Việt Nam, để được công nhận là trợ giúp viên pháp lý, thì ứng viên phải là công dân của Việt Nam, thường trú tại Việt Nam và đáp ứng các yêu cầu, điều kiện sau đây:
- Có năng lực hành vi dân sự đầy đủ
- Phẩm chất đạo đức tốt
- Có bằng cử nhân luật
- Có Chứng chỉ bồi dưỡng nghiệp vụ trợ giúp pháp lý
- Có thời gian làm công tác pháp luật từ hai năm trở lên[2]
- Có sức khoẻ.

## Công việc
Trợ giúp viên pháp lý thực hiện trợ giúp pháp lý bằng các hình thức đa dạng, phong phú, cụ thể là:
- Tư vấn pháp luật
- Tham gia tố tụng với tư cách pháp lý là:
  - Người đại diện hợp pháp của người bị tạm giữ, bị can, bị cáo để thực hiện việc bào chữa
  - Người bảo vệ quyền lợi của đương sự trong vụ án hình sự
  - Người đại diện hoặc người bảo vệ quyền và lợi ích hợp pháp của đương sự trong vụ việc dân sự, vụ án hành chính
- Đại diện ngoài tố tụng cho người được trợ giúp pháp lý để thực hiện các công việc có liên quan đến pháp luật
- Thực hiện các hình thức trợ giúp pháp lý khác.

Với những quy định này về ví trị pháp lý, chức trách, nhiệm vụ, quyền hạn của người trợ giúp viên pháp lý trong chế định luật trợ giúp pháp lý sẽ là hành lang, cơ sở pháp lý quan trọng để khi trợ giúp viên pháp lý thực hiện hoạt động trợ giúp pháp lý phát huy thực hiện nhiệm vụ.
Khi tham gia tố tụng ở giai đoạn chuẩn bị xét xử, Trợ giúp viên pháp lý phải thực hiện các phương pháp nghiên cứu hồ sơ theo nguyên tắc toàn diện và đầy đủ, nắm vững hồ sơ một cách đầy đủ đồng thời luận cứ bào chữa phải dựa trên những căn cứ được phản ảnh trong hồ sơ kết hợp các yếu tố pháp lý và yếu tố tâm lý để có cơ sở đề nghị giảm nhẹ trách nhiệm hình sự. Ngoài ra, ở giai đoạn tham gia tố tụng này người Trợ giúp viên pháp lý còn phải thực hiện rất rất nhiều kỹ năng khác nhau như: Theo dõi luận tội, xét hỏi và tranh luận để phát hiện những vấn đề pháp lý phát sinh mới và có hướng đề xuất kịp thời.
Trợ giúp viên pháp lý còn được cử về cơ sở hướng dẫn cho các câu lạc bộ trợ giúp pháp lý tại địa phương để thực hiện các nhiệm vụ như hướng dẫn cách thức, nội dung sinh hoạt câu lạc bộ, giúp thường xuyên cung cấp, cập nhật văn bản pháp luật cùng tài liệu liên quan cho đội ngũ cộng tác viên, trực tiếp tổ chức nhiều hội nghị phổ biến, giáo dục và truyền thông pháp luật. Trong quá trình hoạt động trợ giúp pháp lý, đội ngũ này còn gặp nhiều khó khăn do nhiều người vẫn còn trẻ, có năng lực, trình độ nhưng lại thiếu kinh nghiệm trợ giúp pháp lý và thực tiễn hành nghề, thường xuyên có sự biến động về nhân sự, chế độ chi trả thù lao theo vụ việc cho các trợ giúp viên pháp lý còn thấp, chưa có sức thu hút được nhiều người làm trợ giúp viên.

## Chế độ
Trợ giúp viên pháp lý được Chủ tịch Ủy ban nhân dân tỉnh, thành phố trực thuộc trung ương cấp thẻ Trợ giúp viên pháp lý theo đề nghị của Giám đốc Sở Tư pháp việc cấp thẻ được tiến hành theo một thủ tục nghiêm ngặt. Và khi tham gia tố tụng thì Trợ giúp viên pháp lý, cần phải xuất trình giấy chứng nhận tham gia tố tụng và thẻ trợ giúp viên pháp lý, họ có quyền và nghĩa vụ theo quy định của pháp luật tố tụng và được sử dụng các biện pháp mà pháp luật tố tụng quy định để bảo vệ quyền, lợi ích hợp pháp cho người được trợ giúp pháp lý. Tuy vậy, trong quá trình tác nghiệp trong hoạt động tố tụng còn gặp không ít khó khăn nhất là một số cơ quan gây các thủ tục còn gây phiền hà như cấp giấy chứng nhận người bào chữa, gửi các bản án sau khi xét xử tới người thực hiện trợ giúp pháp lý, bản án có khi không ghi chức danh của người thực hiện trợ giúp pháp lý. Trợ giúp viên pháp luật được nhà nước cho đào tạo, bồi dưỡng về nghiệp vụ trợ giúp pháp lý.

## Trang phục riêng
Theo quy định thì trợ giúp viên chưa có trang phục riêng, đã có tranh luận gay gắt về việc có nên trang bị đồng phục cho trợ giúp viên để họ mặc trang phục thống nhất khi tham dự tòa hoặc khi thực hiện nhiệm vụ trợ giúp pháp lý, xây dựng hình ảnh đẹp về người trợ giúp viên, khẳng định vai trò, mục đích, ý nghĩa của công tác trợ giúp pháp lý do sự chuyên nghiệp của Trợ giúp viên pháp lý không chỉ thể hiện ở tác phong, thái độ, kỹ năng làm việc mà còn bộc lộ qua trang phục, đặc biệt là khi tác nghiệp ở những nơi trang nghiêm như chốn công đường. Tuy nhiên có quan điểm chưa thống nhất cho rằng Trợ giúp viên pháp lý không đại diện cho cơ quan công quyền thực hiện nhiệm vụ mà chỉ có tư cách người đại diện hợp pháp của người bị tạm giữ, bị can, bị cáo để thực hiện việc bào chữa, người bảo vệ quyền lợi của đương sự trong vụ án hình sự do đó chưa nhất thiết phải có một trang phục riêng để thể hiện bản sắc riêng của mình, đồng thời nếu trang bị thì sẽ tốn kém thêm kinh phí của nhà nước vốn đã eo hẹp.